# Słowieńsko (powiat świdwiński)
Słowieńsko (niem. Schlenzig) – popegeerowska wieś w Polsce położona w województwie zachodniopomorskim, w powiecie świdwińskim, w gminie Sławoborze. 
W centralnej części dawne założenie pałacowo- parkowe. W części południowej zabudowa mieszkalną, w części zachodniej bloki d. PGR Słowieńsko.

## Zabytki
- kościół ryglowy z 1738 z elementami późnobarokowej fundacji m.in. ambona, empora, organy; filialny parafii Lekowo;
- eklektyczny pałac z 1910[4] wyremontowany w ostatnim czasie.